# Albrecht Ritter Mertz von Quirnheim
Albrecht Ritter Mertz von Quirnheim (25 tháng 3 năm 1905 – 21 tháng 7 năm 1944) là một sĩ quan Đức và là một phi công lái máy binh tiêm kích của Đức Quốc Xã. Tham gia vào Âm mưu 20 tháng 7 ám sát Adolf Hitler.

## Thuở nhỏ
Von Quirnheim sinh ra ở München, Bavaria.

## Gia nhập quân đội
Von Quirnheim gia nhập "Reichswehr" vào năm 1923. Tình bạn của ông với Claus von Stauffenberg đã giúp hai người trở thành nhân vật quan trọng trong Âm mưu ám sát Hitler ngày 20 tháng 7 năm 1944.

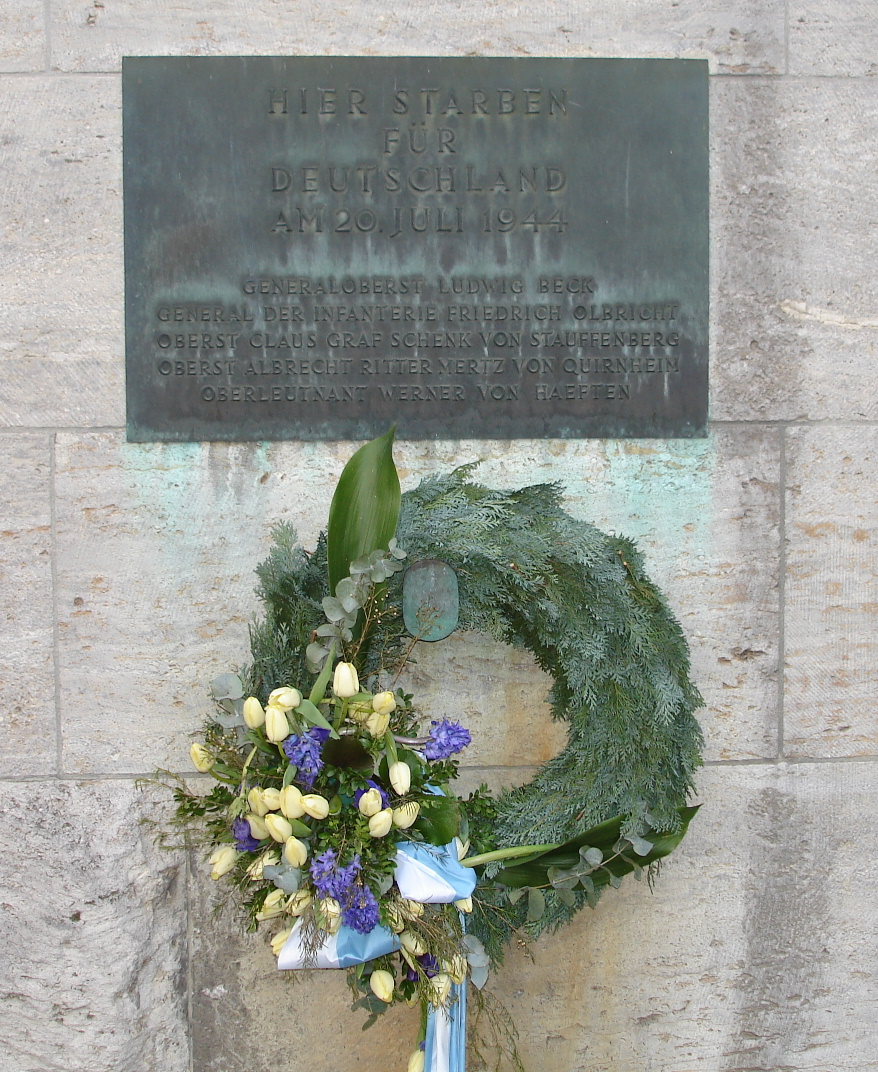
Nơi tưởng niệm 5 người Âm mưu ám sát Hitler bị bắn ngay ngày hôm đó